# Imosca
Imosca là một chi bướm đêm thuộc họ Noctuidae.

## Loài
- Imosca coreana (Matsumura, 1926)
- Imosca hoenei (Bang-Haas, 1927)
- Imosca sugii (Kobes, 1984)